# Боршан, Антонел
Антонел Боршан (рум. Antonel Borşan; 29 апреля 1970, Льешть) — румынский гребец-каноист, выступал за сборную Румынии в середине 1990-х годов. Серебряный призёр летних Олимпийских игр в Атланте, чемпион Европы и мира, победитель многих регат национального и международного значения.

## Биография
Антонел Боршан родился 29 апреля 1970 года в коммуне Льешть, жудец Галац.
Первого серьёзного успеха на взрослом международном уровне добился в 1994 году, когда попал в основной состав румынской национальной сборной и побывал на чемпионате мира в Мехико, откуда привёз две награды серебряного достоинства, выигранные в зачёте четырёхместных каноэ на дистанциях 500 и 1000 метров. Год спустя выступил на мировом первенстве в немецком Дуйсбурге, где трижды поднимался на пьедестал почёта: получил серебряные медали в двойках на тысяче метрах и в четвёрках на пятистах метрах, а также золотую медаль в километровой гонке четвёрок.
Благодаря череде удачных выступлений Боршан удостоился права защищать честь страны на летних Олимпийских играх 1996 года в Атланте — вместе с напарником Марчелом Глэваном завоевал серебряную медаль в программе двухместных экипажей на дистанции 1000 метров — в решающем заезде их обошли только немецкие гребцы Андреас Диттмер и Гунар Кирхбах.
Став серебряным олимпийским призёром, Антонел Боршан остался в основном составе гребной команды Румынии и продолжил принимать участие в крупнейших международных регатах. Так, в 1997 году он представлял страну на возобновлённом чемпионате Европы в болгарском Пловдиве и выиграл там сразу три медали в трёх разных дисциплинах, в том числе золотую в четвёрках на километре. Кроме того, удачно стартовал на чемпионате мира в канадском Дартмуте, где в четвёрках выиграл серебро на пятистах метрах и золото на тысяче. Вскоре по окончании этих соревнований принял решение завершить карьеру профессионального спортсмена, уступив место в сборной молодым румынским гребцам.